# Yvonne-Aimée de Jésus

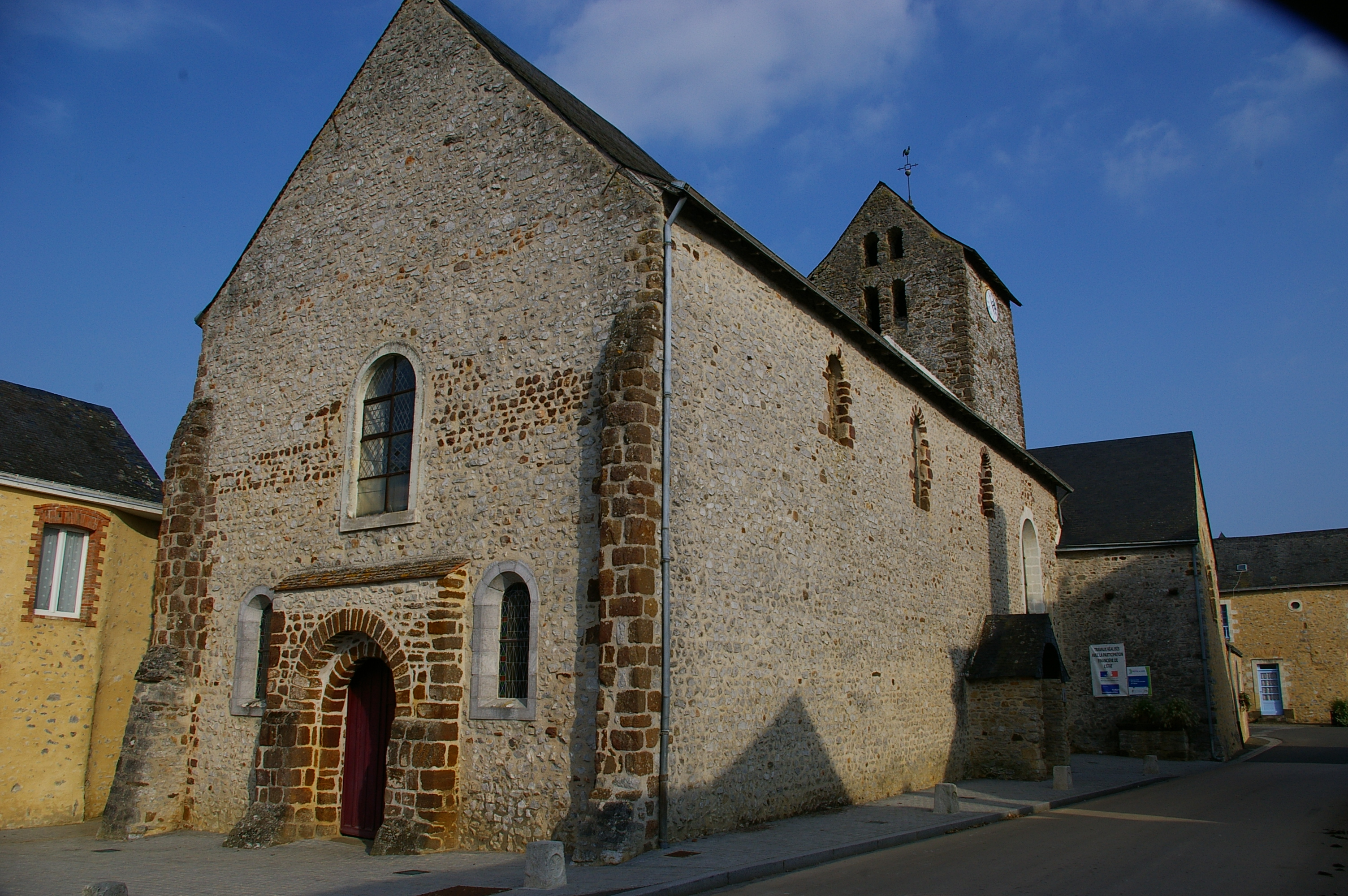
Kirche in Cossé-en-Champagne, in der Yvonne Beauvais getauft wurde

Yvonne-Aimée de Jésus (auch als Yvonne-Aimée de Malestroit oder Yvonne Beauvais bekannt) (* 16. Juli 1901 in Cossé-en-Champagne, Frankreich; † 3. Februar 1951 in Malestroit, Frankreich) war eine französische Nonne, Mystikerin, Gründerin und erste Generaloberin der Föderation der Augustinerkrankenschwestern von der Barmherzigkeit Jesu.

## Leben
Schon sehr jung hatte Yvonne-Aimée mystische Erfahrungen und fühlte sich zu einem gottgeweihten Leben berufen. Ab dem 12. Juni 1922 hatte sie regelmäßig Visionen und mystische Erlebnisse. Vor dem Eintritt ins Kloster sorgte sie für die Armen in den Elendsvierteln von Paris (Rote Zone), wofür sie durch Kochen, Malen, Schreiben von Novellen, Klavier- und Geigespielen die finanziellen Mittel besorgte. Über diese karitative Arbeit schrieb der Jesuitenpater René de la Chevasnerie die Romanreihe Monette et ses pauvres, die zum Bestseller wurde.
Am 18. März 1927 trat sie als Postulantin ins Kloster der Augustinerinnen in Malestroit ein. Dort legte sie am 29. September 1928 die zeitliche Profess ab. Im Jahr 1931 gründete sie die Zeitschrift Die augustinische Jugend. Am 29. September 1931 legte sie die ewigen Gelübde ab. Von 1932 bis 1933 war sie Novizenmeisterin in Malestroit. Am 2. Mai 1935 wurde sie einstimmig von den Schwestern von Malestroit zur Oberin vorgeschlagen. Da sie erst 33 Jahre alt war, war für ihre Wahl eine Dispens des Heiligen Stuhls notwendig, die am 6. Mai 1935 erteilt wurde. Während des Zweiten Weltkrieges hatte sie immer wieder Schwierigkeiten mit der deutschen Besatzungsmacht und wurde zeitweise von der Gestapo verhaftet. Sie versteckte französische und alliierte Soldaten. Für ihren Einsatz erhielt sie mehrere Auszeichnungen. Bei dem Gründungskapitel der Föderation der Augustinerkrankenschwestern von der Barmherzigkeit Jesu vom 18. bis zum 20. August 1946 wurde sie zur Generaloberin gewählt. Sie hatte sich seit 1937 für diese Gründung eingesetzt. Mit 49 Jahren starb sie in Malestroit an einer Gehirnblutung.

## Seligsprechungsprozess
Am 1. Juni 1960 wurde ihr Seligsprechungsprozess beendet und jegliche Publikation über sie von der Glaubenskongregation verboten. Grund hierfür waren entstellte Darstellungen ihrer mystischen Erlebnisse und die Entstehung eines Schwärmertums. Das Verbot wurde am 10. Dezember 1984 durch den Präfekten der Glaubenskongregation, Kardinal Joseph Ratzinger, teilweise aufgehoben. Seitdem versuchte René Laurentin durch zahlreiche Publikationen eine Rehabilitierung der Causa.

## Auszeichnungen
- Croix de Guerre 1939–1945 (24. Juni 1945)
- King´s Medal for Courage in the Cause of Freedom (7. August 1949)
- Légion d’honneur (durch Charles de Gaulle persönlich am 22. Juli 1945)
- Médaille de la Résistance
- Médaille de la Reconnaissance Française